# 死亡行军 (项目管理)
在项目管理中，死亡行军效应是指被上级强迫要求完成的一项被项目成员认为注定要失败或者需要不可持续的过度工作的项目所引发的效应。该术语起源于软件开发领域，并已扩展到其他领域。
“死亡行军”的发生通常出自以下原因：
- 对日程安排或项目范围不切实际或过于乐观的期望；
- 缺乏完成项目所需的文档记录、培训或外部专业知识；
- 项目各方之间的误解、项目假设不一致、不匹配的期望，以及外部的变化；

造成的结果是管理层极力试图引导项目方向、要求项目团队成员加班工作（例如每天14小时或每周7天）、试图增加人手（造成团队过劳）等加剧项目的失败的行为。
若项目参与者知道失败是本可以避免的，则会加剧这种反感。项目本可能在有称职的管理者参与项目管理的情况下成功，例如投入显然所需的资源，包括将所有相关的专业知识、技术或应用科学带到项目中（而不仅仅是依赖少数员工碰巧拥有的任何不完整的知识）。除了能力不足之外，商业文化压力也可能引起这种效应。
引起“死亡行军”效应的项目包括丹佛國際機場行李处理系统和美国陆军战争模拟游戏WARSIM。WARSIM项目于20世纪90年代初启动，最初称为WARSIM 2000。在晚于原定交付日期几十年内，WARSIM在没有应用于任何一次陆军训练演习的情形下仍不断获得资金。项目资助者主要是为了给那些欺诈的人洗白，并为其超长的开发周期辩护。WARSIM最终在2013年1月的北卡罗来纳州国民警卫队旅战士演习中使用。但其笨拙的运行架构仍然不能取代之前的训练系统，且运行需要一整个房间的服务器。相比之下，早期的兵棋推演可以在单个桌面电脑上高效运行。
愛德華·尤登的《死亡行军》一书详细讨论了这种情况下的“死亡行军”一词。 尤登的定义是：“简单地说，死亡行军项目就是项目参数超出正常情况至少50%的项目，如所制定的时间、预算目标等少于正常情况的50%。”